# Abner Lacock

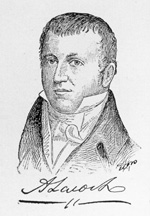
Abner Lacock

Abner Lacock (* 9. Juli 1770 bei Alexandria, Colony of Virginia; † 12. April 1837 bei Freedom, Pennsylvania) war ein US-amerikanischer Politiker (Demokratisch-Republikanische Partei), der den Bundesstaat Pennsylvania in beiden Kammern des Kongresses vertrat.

## Leben
Der aus Virginia stammende Abner Lacock zog als Jugendlicher mit seinen Eltern ins Washington County in Pennsylvania. 1796 ließ er sich in Beaver nieder, wo er im selben Jahr die Aufgaben des Friedensrichters übernahm. Außerdem wurde er als Gastwirt tätig. Seine politische Laufbahn begann mit der Mitgliedschaft im Repräsentantenhaus von Pennsylvania zwischen 1801 und 1803; danach war er bis 1804 beigeordneter Richter am Gerichtshof des Beaver County. Eine weitere Amtszeit im Staatsparlament schloss sich von 1804 bis 1808 an; unmittelbar danach zog er in den Senat von Pennsylvania ein und verblieb dort bis 1810. In der Staatsmiliz stieg er bis zum Brigadegeneral auf, weshalb er auch in späteren Jahren noch oftmals General Lacock genannt wurde.
Am 4. März 1811 zog Lacock für den elften Kongresswahlbezirk von Pennsylvania ins Repräsentantenhaus der Vereinigten Staaten ein. Zwei Jahre später gelang ihm die Wiederwahl, doch da er gleichzeitig auch in den US-Senat gewählt worden war, wechselte er am 4. März 1813 in diese Parlamentskammer. Während seiner sechsjährigen Amtszeit stand er unter anderem dem Pensionsausschuss vor. Nach seiner Zeit im Kongress wurde Lacock 1825 in Pennsylvania zum Beauftragten für die Kanäle und Bahnstrecken des Staates ernannt. Es folgte eine weitere Amtszeit im Senat von Pennsylvania von 1832 bis 1835, ehe ihm 1836 die Aufgabe übertragen wurde, die Vermessungen für den künftigen Pennsylvania and Ohio Canal vorzunehmen und diesen anschließend auch zu entwerfen. Er starb jedoch schon im folgenden Jahr.